# Parafia św. Wojciecha i św. Katarzyny w Jaworznie
Parafia Świętych Wojciecha i Katarzyny w Jaworznie – rzymskokatolicka parafia, położona w dekanacie jaworznickim św. Wojciecha BM, diecezji sosnowieckiej, metropolii częstochowskiej w Polsce, erygowana w XIII wieku.